# NGC 435
NGC 435 is een spiraalvormig sterrenstelsel in het sterrenbeeld Walvis. Het hemelobject ligt ongeveer 461 miljoen lichtjaar van de Aarde verwijderd en werd op 23 oktober 1864 ontdekt door de Duitse astronoom Albert Marth.

## Synoniemen
- PGC 4434
- UGC 779
- MCG 0-4-46
- ZWG 385.35